# 埃克哈特·舒尔茨
埃克哈特·舒尔茨（德語：Eckhardt Schultz，1964年12月12日—），德国男子赛艇运动员。他曾代表西德参加1988年夏季奥林匹克运动会赛艇比赛，获得男子八人单桨有舵手金牌。